# Abdelhamid Abdou
Ibrahim Abdou Abdelhamid (ur. 20 grudnia 1905 w Aleksandrii, zm. 11 czerwca 1972 tamże) – egipski piłkarz, reprezentant kraju.

## Kariera klubowa
Podczas kariery piłkarskiej występował w klubie Olympia Aleksandria.

## Kariera reprezentacyjna
Abdelhamid Abdou występował w reprezentacji Egiptu w latach trzydziestych. W 1934 roku uczestniczył w mistrzostwach świata. Na mundialu we Włoszech był rezerwowym i nie wystąpił w żadnym spotkaniu. Był również rezerwowym zawodnikiem na igrzyskach olimpijskich w 1936 w Berlinie.